# Zireg
 (juin 2012).
Si vous disposez d'ouvrages ou d'articles de référence ou si vous connaissez des sites web de qualité traitant du thème abordé ici, merci de compléter l'article en donnant les références utiles à sa vérifiabilité et en les liant à la section « Notes et références ».
Le Zireg est un cours d'eau qui nait dans les montagnes et la forêt avoisinant le parc National Tazekka pour se déverser dans l'Inaouen, l'un des principaux affluents du Sebou au Maroc.

## Géographie
La principale source du Zireg se trouve à quelques centaines de mètres du village (douar) dit Ahl Bou Driss et passe à côté des villages suivants: Lemrabtine, Bouchfaâa, Lemtahen et enfin Sidi Abdellah.
C'est précisément à Sidi Abdellah que le Zireg rencontre la rivière Inaouen.
Le Zireg côtoie la route secondaire 311 menant de Taza, à travers Bab Boudir, vers Sidi Abdellah.
De nombreuses grottes des montagnes surplombant la vallée de l'oued Zireg, sont aménagées comme habitation par les familles d'éleveurs de caprins et ovins.